# 福井市安居中学校
福井市安居中学校（ふくいし あごちゅうがっこう）は、福井県福井市本堂町にある公立中学校。

## 沿革
- 2012年4月、新築移転。

## 学校周辺
- 福井市安居小学校

## アクセス
- 北陸新幹線・ハピラインふくい線・えちぜん鉄道勝山永平寺線 福井駅から、京福バス 13系統（桜ヶ丘団地線）「本堂」下車、約200 m。